# Cirrospilus purpureus
Cirrospilus purpureus är en stekelart som beskrevs av William Harris Ashmead 1886. Cirrospilus purpureus ingår i släktet Cirrospilus och familjen finglanssteklar. Inga underarter finns listade i Catalogue of Life.